# هفته‌نامه مرسل
هفته‌نامه مرسل از نشریه‌های منتشرشده در افغانستان که در تیتراژ بالا پیرامون مسایل زنان و خانواده‌ها. گفته شده که این نشریه محبوب‌ترین و پرتیراژترین هفته‌نامهٔ مستقل برای زنان و خانواده‌ها در سراسر افغانستان بوده است.
این نشریهٔ تصویری، به زبان فارسی دری و پشتو در کابل به دست مرکز پخش کلید منتشر می‌شود و دربارهٔ مسایل اجتماعی، فرهنگی، علمی و جوانان در افغانستان است.
قیمت هر جلد این هفته‌نامه ۱۵ افغانی است.

## پیشینه
مرسل در ابتدا به صورت ضمیمهٔ هفته‌نامه کلید به دست گروه رسانه‌ای کلید منتشر می‌شد، سپس مستقل شد.

## اهداف
به گفتهٔ کلید گروپ، سیاست هیئت تحریر هفته‌نامهٔ مرسل با تاسی از سیاست کلید گروپ بر این اصل استوار است: مالکیت افغانی فرایند افغانستان، و متعهد به یک اصل است: حق مردم به دسترسی به معلومات و شنیده شدن خواسته‌های آنان. این امر اساس دولت‌داری خوب، حسابدهی و شفافیت است. مأموریت مرسل، ابزار و وسیلهٔ مستقل آگاهی‌دهی و سوادآموزی برای زنان است؛ در کشوری که اکثر معلومات و دانش در کنترل مردان است.